# Sonu Shamdasani
Sonu Shamdasani (Singapore, 1962) è uno scrittore e storico inglese direttore del Centre for the History of Psychological Disciplines dell'University College London. Le sue opere vertono sulla storia della psichiatria e della psicologia dalla metà del XIX secolo ai nostri giorni. Ha curato la pubblicazione dell'atteso Libro Rosso scritto da Carl Jung fra il 1914 ed il 1930.

## Biografia
Dopo un baccalaureato presso la Bristol University nel 1984, ha conseguito un master in History of Science and Medicine alla University College London/Imperial College London e un Ph.D. in History of Medicine alla WIHM/UCL (1996).
Storico della psicologia e della psichiatria, insegna al Wellcome Trust Centre for the History of Medicine dello University College di Londra. È cofondatore ed editor generale della Philemon Foundation, un'organizzazione costituita allo scopo di promuovere una nuova edizione storico-critica delle opere complete di Jung, comprensiva anche di tutti i testi (manoscritti, seminari, carteggi) ancora inediti. Due le principali linee direttrici lungo cui si muove la ricerca di Shamdasani: la ricostruzione del processo di formazione delle discipline psicologiche e degli indirizzi terapeutici dalla metà del XIX secolo a oggi, e, all'interno di questo quadro, la ricostruzione della genesi del pensiero di Jung sulla base di fonti documentarie di prima mano. Tra le sue opere, sono tradotti in italiano i volumi: Fatti e artefatti, su C. G. Jung, sul Club psicologico e su un culto che non è mai esistito (2004), Jung e la creazione della psicologia moderna. Il sogno di una scienza (2007), Jung messo a nudo dai suoi biografi (2008). Per Bollati Boringhieri è apparso, a sua cura, il seminario di Jung La psicologia del Kundalini-yoga (2004).

## Opere selezionate
- Cult Fictions: C. G. Jung and the Founding of Analytical Psychology, London, Routledge, 1998
- Jung and the Making of Modern Psychology: The Dream of a Science, Cambridge, Cambridge University Press, 2003
- Jung Stripped Bare by His Biographers, Even, London, Karnac Books, 2004
- Con Mikkel Borch-Jacobsen) Le Dossier Freud. Enquête sur l'histoire de la psychanalyse,Paris: Les empêcheurs de penser en rond/Le Seuil, 2006
- C. G. Jung, Seminar series, The Psychology of Kundalini Yoga, Bollingen Series, Princeton, New Jersey/London, Princeton University Press/Routledge, 1996
- Jung, Carl Gustav, The Red Book. Liber Novus, Philemon Series & W. W. Norton & Company, 2009
- C. G. Jung. A biography in Books, New York, W. W. Norton & Company
- James Hillman & Sonu Shamdasani, Lament of the Dead. Psychology After Jung's Red Book, New York: W. W. Norton & Company
- Jung, Carl Gustav, The Black Books of C.G. Jung (1913-1932), Stiftung der Werke von C. G. Jung & W. W. Norton & Company, inedito, non datato